# Viola albida
Viola albida es una especie de violeta, originaria de Asia.

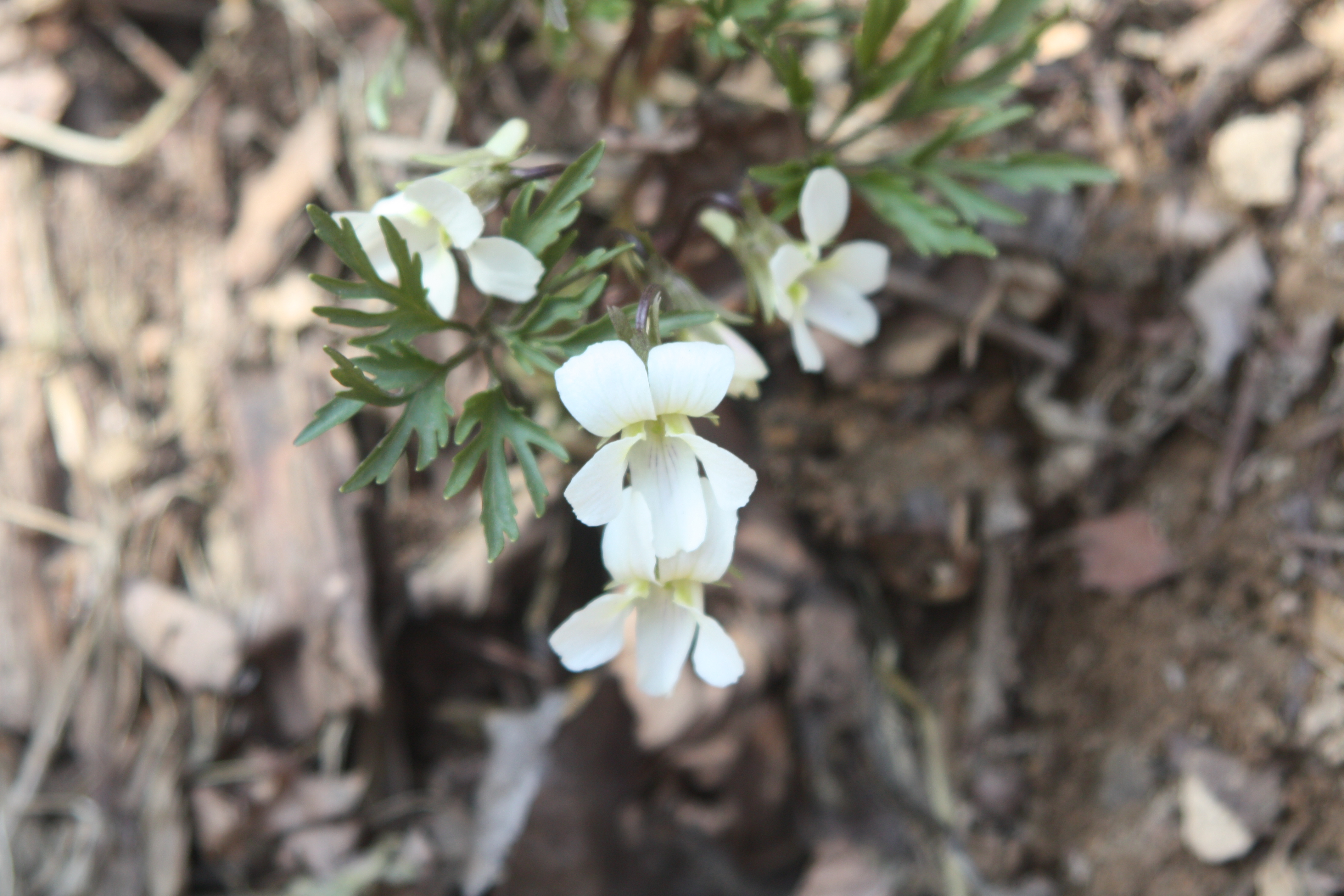
Detalle de las flores

## Descripción
Es una planta herbácea perennifolia, casi sin tallo, que alcanza un tamaño  de 5-20 cm de altura, glabra. Con rizoma erecto, corto, de 1 cm, con nodos de 6 mm de diámetro. Con varias raicillas de color amarillento. Las raíces de color claro, de 10 cm. Las hojas son basales, por lo general 2-4; con estípulas verdosas; el pecíolo generalmente más largo que las hojas, las laminas ovadas  o anchamente ovadas, enteras o lobuladas, ambas superficies glabras, la base cordada profunda o superficialmente, el margen regularmente aserrado, con los dientes curvados hacia adentro, el ápice acuminado o cortamente acuminado. La inflorescencia con flores de color blanco o violeta, púrpura estriado, grandes, de 1.6-2 mm de diámetro. El fruto en forma de cápsula ovoide-orbicular de 9 mm.

## Distribución y hábitat
Se encuentra en los bosques mixtos, matorrales, a una altitud de 300 a 800 metros, en Heilongjiang, Liaoning, Shandong, Japón y Corea.

## Taxonomía
La descripción de Viola albida fue publicada por Iván Palibin en Trudy Imperatorskago S.-Peterburgskago Botaničeskago Sada 17(1): 30–31, en el año 1899.
Variedades aceptadas
- Viola albida var. albida
- Viola albida var. takahashii (Nakai) Nakai[3]